# Lazar Pejković
Lazar Pejković (Kraljevo, 8 gennaio 1997) è un ex giocatore di football americano serbo, che ha giocato nel ruolo di quarterback.